# Kroda
Kroda – ukraiński zespół pagan/folk metalowy z miasta Dniepr. Grupa została założona w 2003 przez Eisensława i Viterzgira. Tematyka utworów to głównie pogaństwo, natura i historia wczesnośredniowieczna. Na albumie demo grupy, Hoarfrost of Blood, znalazły się nawiązania do aryjskości, co w połączeniu ze znanymi sympatiami muzyków do organizacji prawicowych sprawiło, że początkowo przypisywano Krodę do nurtu NSBM. W dalszej twórczości grupy jednakże nie można się już dopatrzyć elementów ideologii nacjonalistycznej. 
Muzycy współpracują z wytwórniami; rosyjską Stellar Winter Records i ukraińską Rarog Production. 
Do końca stycznia 2007 grupa wydała trzy albumy, ponadto ukazały się dwa splity: Legend (Poppyflowers Are Blossoming) z grupą Oprich oraz By a Hammer of Spirit and Identity of Blood z Velimorem.
Grupa wzmocniona muzykami ukraińskiej grupy Ruina wystąpiła na festiwalu „Swarogowe Koło” w lipcu 2007.

## Dyskografia

### Номерні альбоми
| Назва | Лейбл                          | Рік виходу |
| --- | ------------------------------ | ---------- |
| Поплач мені, Рiчко… (аудіокасета)                                                                                         | -                              | 2003       |
| Поплач мені, Рiчко… (перевидання на CD та вінілі) (http://kroda.bandcamp.com/album/cry-me-river)                          | Hammermark Art, Patriot Prods. | 2004       |
| До небокраю життя (http://kroda.bandcamp.com/album/towards-the-firmaments-verge-of-life)                                  | Hammermark Art, Ancient Nation | 2005       |
| Fimbulvinter (Похорон Сонця)(https://web.archive.org/web/20140523034053/http://kroda.bandcamp.com/album/fimbulvinter)     | Hammermark Art                 | 2007       |
| Live in Lemberg (http://kroda.bandcamp.com/album/live-in-lemberg)                                                         | Hammermark Art                 | 2008       |
| Fünf Jahre Kulturkampf(http://kroda.bandcamp.com/album/f-nf-jahre-kulturkampf)                                            | Hammermark Art                 | 2009       |
| Ghosts Of Birds (DVD) | Hammermark Art                 | 2010       |
| Schwarzpfad (Чорнотроп) (CD) (http://kroda.bandcamp.com/album/schwarzpfad)                                                | Purity-Through-Fire            | 2011       |
| Heil Ragnarok: Live under Hexenhammer (http://kroda.bandcamp.com/album/live-under-hexenhammer-heil-ragnarok)              | інтернет-реліз                 | 2012       |
| Varulven (compilation) (https://web.archive.org/web/20140522233740/http://kroda.bandcamp.com/album/varulven-compilation/) | Purity-Through-Fire            | 2013       |
| GinnungaGap-GinnungaGaldr-GinnungaKaos (CD) (http://kroda.bandcamp.com/album/ginnungagap-ginnungagaldr-ginnungakaos)      | Purity-Through-Fire            | 2015       |

### Спліти з іншими виконавцями
| Назва                                           | Лейбл                  | Рік виходу |
| ----------------------------------------------- | ---------------------- | ---------- |
| Легенда (Мак Цвіте) (спліт з Опричь)            | Stellar Winter Records | 2004       |
| Молотом Духу Та Єдністю Крові (спліт з Велимор) | Stellar Winter Records | 2006       |